# Зустріч Ганнібала Барки та Публія Корнелія Сципіона

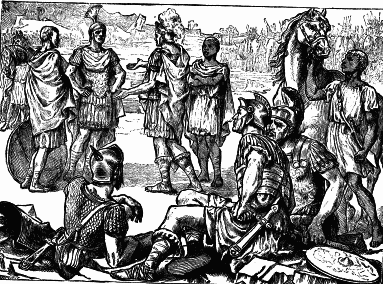
Зустріч Ганнібала та Сципіона в Замі

Зустріч між Ганнібалом та Сципіоном відбулась наприкінці жовтня 202 р. До н.е. коли двоє найвидатніших полководців стародавнього світу зустрілися для обговорення подальшої долі Карфагену та його народу. Мета зустрічі була припинення військових дій та заключення мирного договору між Римом та Карфагеном
За підсумками зустрічі, жодного договору між двома генералами не було досягнуто, військові дії не було припинено, що в свою чергу привело до фінальної конфронтації між арміями Риму та Карфагену – Битві при Замі.

## Предісторія
Друга Пунічна війна між Карфагеном та Римською республікою тривала вже 16-й рік. Протягом більшої частини цього часу Ганнібал та його могутня карфагенська армія спустошила Італійський півострів і зруйнувала деякі з найкращих римських міст. Але в 204 р. Римський генерал Публій Корнелій Сципіон Молодший завдав удару у відповідь, перейшовши Середземне море та вторгнувшись у північноафриканське узбережжя. Повільно Сципіон спустошив сільську місцевість навколо Карфагена, долаючи всі сили, кинуті проти нього. Коли його армія наблизилася до самого міста, люди там запанікували і закликали Ганнібала повернутися додому, щоб захистити їх.

## Процес зустрічі
Дві армії - приблизно 80 000 чоловік - стояли на рівнинах на південь від Карфагена, поблизу міста Зама (у теперішньому Тунісі) . Обидві армії були сповнені хвилювань, адже зараз повинні зійтись двоє найвеличніших полководців того часу, та вирішити долю цілої цивілізації.
Залишивши свої війська на однаковій відстані, обидва вирушили на зустріч разом з перекладачами. За словами Лівія, перші хвилини зустрічі пройшли у цілковитому мовчанні, Сципіон та Ганнібал були дуже вражені один одним. Ганнібал першим звернувся до Сципіона, згадуючи про перемоги та поразки його та римських армій, та висуваючи думку, що ця війна не була варта такої кількості жертв, засуджуючи карфагенську жагу до нових територій, та даючи настанову юному Сципіону не повторювати помилки молодості, які зробив багато років тому Ганнібал:
"Лучше бы отцов наших вразумили боги, чтобы довольствовались вы Италией, а мы Африкой. Сицилия и Сардиния не стоят потери стольких флотов, стольких солдат, стольких превосходных военачальников. Но прошлое легче порицать, чем исправить." 
"Мы так возжелали чужого, что пришлось защищать свое; ведь нам довелось воевать не только в Италии — вам не только в Африке. Вам случилось увидеть неприятельские знамена почти у ворот и под стенами Рима — мы в Карфагене слышим гул римского лагеря." '
"Ты можешь победу предпочитать миру. Мне знакомы эти высокие порывы гордого духа; от них мало толку. И мне когда-то улыбалась судьба. Если бы боги даровали людям способность здраво рассуждать в счастье и обдумывать не только то, что случилось, но и то, что может случиться! Не вспоминай других: моего примера достаточно, чтобы остеречь от превратностей судьбы." 
Карфагенський полководець вважає за честь прийняти мир від такого достойного супротивника як Сципіон, і пропонує покласти край довгій війні, на умовах що Африка залишиться за Карфагеном, а Рим забере собі Іспанію та острови. 
На риторику славетного пуна, Сципіон відповів суворо. Він зазначив що Карфаген не хоче миру, а хоче саме Ганнібал. Звернув увагу на названі умови, які за його словами і так вже залежали цілком від Риму, а не від інших. Стверджуючи, що головна його мета як римського полководця – «не допустити, щоб віроломство було винагороджено винятком з договору умов, вже було узгоджених» . За його словами Рим – ніколи не був першим хто починав війни, назвавши саме карфагенян агресорами, та почав згадувати своїх союзників мамертинців та загибель Сагунта. Завершив римлянин свою відповідь сказавши, що він був готовий прийняти мир, якщо Ганнібал покинув би береги Італії до переправи Сципіона в Африку, але тепер говорити про мир немає сенсу:
"От меня, Ганнибал, не укрылось, что именно в расчете на твое прибытие карфагеняне не соблюли перемирие и погубили надежду на мир. И ты, конечно, отпираться не станешь: из прежних условий мира ты исключил все, кроме только того, что и так уже давно зависит только от нас." 
"Не наши отцы начали войну ради Сицилии, не мы — ради Испании: в тот раз опасность угрожала нашим союзникам — мамертинцам, а на сей раз гибель Сагунта призвала нас — справедливо и честно — к оружию." 
"И я признал бы себя гордецом и насильником, если бы до моей переправы в Африку ты покидал Италию добровольно и, посадив свое войско на корабли, пришел бы ко мне, чтобы предложить мне мир, а я бы от тебя презрительно отвернулся. А теперь, когда я, несмотря на все твои уловки и увертки, чуть не силой вытащил тебя в Африку, меня ничто ни к чему не обязывает." 
З цими завершальними словами, доля Карфагену була, за словами Лівія, «лише в руках у богів». Незабаром розпочалася остання битва Другої Пунічної війни – Битва при Замі.

## Друга і остання зустріч
Через багато років після їх останніх битв Ганнібал Барка та Публій Корнелій Сципіон зіткнулися віч-на-віч в нейтральному місті Ефес, на тодішньому грецькому березі сьогоднішньої Туреччини. Генерали вже давно виявилися занадто колосальними для мирської політики їхніх рідних міст - Карфагена та Риму. Два найбільші міста на заході були надто малі, навіть занадто людяні, щоб бути місцем для людей такого легендарного статусу, які вирішували долі цілих народів під час Другої Пунічної війни. 
Під час їх зустрічі, першої після вирішальної битви при Замі за десятиліття до цього, старі противники виявили, що вони дуже добре ладили, і багато що могли разом пригадати та розповісти одне одному.
Поблизу кінця розмови, коли воїни вже збиралися йти своїми шляхами, Сципіон запитав Ганнібала, кого він вважає найвеличнішим генералом в історії. Ганнібал відповів, що найвеличнішим назвав би першим Олександра Македонського, а Пірра Епірського другим. Будучи заітнригованим, Сципіон запитав, хто прийде третім. Ганнібал відповів, що поставив би на це місце себе.
Трохи ошелешений тим, що залишився поза рейтингом, перемігши самого Ганнібала, Сципіон запитав Ганнібала, куди б він поставив себе в рейтингу, якщо б він виграв у Замі. Ганнібал рішуче відповів, що якби він того дня переміг Сципіона, то він поставив би себе на перше місце, вище Олександра та Пірра. Сципіон сприйняв це як комплімент, і вони розлучилися як друзі.
"Клавдий, следуя греческой истории Ацилия, передает, что в этом посольстве был Публий Африканский и что он-то в Эфесе и беседовал с Ганнибалом. Клавдий даже приводит один из их разговоров. Сципион, по его словам, спросил, кого считает Ганнибал величайшим полководцем, а тот отвечал, что Александра, царя македонян, ибо тот малыми силами разбил бесчисленные войска и дошел до отдаленнейших стран, коих человек никогда не чаял увидеть. Спрошенный затем, кого бы поставил он на второе место, Ганнибал назвал Пирра, который первым всех научил разбивать лагерь, к тому же никто столь искусно, как Пирр, не использовал местность и не расставлял караулы; вдобавок он обладал таким даром располагать к себе людей, что италийские племена предпочли власть иноземного царя верховенству римского народа, столь давнему в этой стране. Наконец, когда римлянин спросил, кого Ганнибал считает третьим, тот, не колеблясь, назвал себя. Тут Сципион, усмехнувшись, бросил: «А что бы ты говорил, если бы победил меня?» Ганнибал будто бы сказал: «Тогда был бы я впереди Александра, впереди Пирра, впереди всех остальных полководцев». Этот замысловатый, пунийский хитрый ответ и неожиданный род лести тронули Сципиона, ибо выделили его из всего сонма полководцев как несравненного."